# جورج مييز
جورج مييز (Georges Miez) هو لاعب أولمبي لرياضة الجمباز من سويسرا. شارك في الأولمبياد الصيفي في 1924–1936، وفاز بما مجموعه 8 ميداليات.

## الميداليات
| ذهب | فضة | برونز | المجموع |
| 4   | 3   | 1     | 8       |

## روابط خارجية
- جورج مييز على موقع الاتحاد الدولي للجمباز (licence) (الإنجليزية)
- جورج مييز على موقع الاتحاد الدولي للجمباز (biography) (الإنجليزية)
- جورج مييز على موقع اللجنة الأولمبية الدولية (الإنجليزية)
- جورج مييز على موقع أوليمبيديا (الإنجليزية)